# Новая сила (Тайвань)
Новая сила па́ртия Тайваня (кит. трад. 台灣時代力量黨, упр. 台湾时代力量党, пиньинь Taiwan Shídai Lìlian Dăng, палл. Тайвань Шидай Лилян Дан; хокло Tâi-ôan Sî-tāi Le̍k-liōng Tóng; сокр. также кит. трад. 時力黨, упр. 时力党, пиньинь Shí Lì Dăng, палл. Шилидан, хокло Sî-Le̍k-Tóng) — политическая партия Китайской Республики, возглавляющая зелёную коалицию, которая выступает за официальное признание независимости острова.
Важным пунктом программы партии традиционно являлось проведение на Тайване референдума для изменения конституционного названия существующего там государства с «Китайская Республика» (Чжунхуа Миньго, что может также переводиться как «Республика Китай») на «Тайваньская Республика» (Тайвань Гонхэго, что может также переводиться как «Республика Тайвань»).

## История создания
«Новая сила партия Тайваня» создана группой активистов 25 января 2015 г., на учредительном заседании в «Гранд отеле Юаньшань» (г. Тайбэй).

## Социальная база
С самого начала НСП была не только оппозиционной Гоминьдану, но и радикально «протайваньской» партией, по лозунгам и социальному составу.

## Деятельность
Политическая деятельность НСП ведется под флагом пробуждения «национального самосознания» тайваньцев.

## Список председателей
Председатель штаба партии «Новая сила партия Тайваня» — высшая должность в партии.
| №    | Председатель | В должности                                         | Срок | Фото |
| 1    | Фредди Лим   | 25 января 2015 — 2 июля 2015                        | 1    |      |
| 2    | Хуан Гуочан  | 2 июля 2015 — 1 марта 2019                          | 1    |      |
| 2    | Хуан Гуочан  | 2 июля 2015 — 1 марта 2019                          | 2    |      |
| 3    | Цю Сяньчжи   | 1 марта 2019 — 20 августа 2019                      | 3    |      |
| 0    | Сабрина Лим  | 20 августа 2019 (Избранный, не вступил в должность) | 3    |      |
| 4    | Сюй Юнмин    | 20 августа 2019 — 1 августа 2020                    | 3    |      |
| и.о. | Цю Сяньчжи   | 1 августа 2020 — 29 августа 2020                    | 3    |      |
| 5    | Гао Ютин     | 29 августа 2020 — 17 ноября 2020                    | 3    |      |
| 6    | Чэнь Цзяохуа | 17 ноября 2020 — 1 марта 2023                       | 3    |      |
| 6    | Чэнь Цзяохуа | 17 ноября 2020 — 1 марта 2023                       | 4    |      |
| 7    | Ван Ваньюй   | с 1 марта 2023                                      | 5    |      |
| 7    | Ван Ваньюй   | с 1 марта 2023                                      | 6    |      |